# Hernando de Acuña
Hernando de Acuña (Valladolid, 1518 – Granada, 22 giugno 1580) è stato un poeta spagnolo.
Testimonia l’esaltazione eroica e la delusione cocente di un’intera generazione. Combatté con il grado di capitano in Italia al servizio di Carlo V. Nel 1553 ad Anversa la traduzione di “Le chevalier délibéré” fu pubblicata con il titolo “El Caballero Determinado”. 
La sua vasta opera poetica non è sempre chiaramente collocabile in ordine cronologico, e riflette l’ampiezza dei suoi interessi. Ma la confusione e l’incongruenza che si notano nell’assetto delle sue Varias poesìas si devono probabilmente alla sprovvedutezza della sua vedova che ne curò l’dizione; è lecito presumere che Hernando avrebbe provveduto all’organizzazione dell’opera secondo schemi Petrarcheschi. 
Il suo sonetto più noto è “Ya se acerca, señor, o ya es llegada” in cui vi è esaltazione dell’impegno politico, dedicato al sovrano (non si sa se Carlo V o Filippo II).

## Opere
- Contienda de Ayax Telamonio y de Ulises sobre las armas de Aquiles
- Poesías
- Varias poesías
- Al Rey Nuestro Señor
- Coplas
- Canciones
- Fábula de Narciso
- Ya se acerca, señor o ya es llegada
- Si tu eres un maricòn, no se puede hacer nada

### Traduzioni
- Orlando innamorato (primi 4 libri)
- Le Chevalier délibéré di Olivier de la Marche